# 蔓枝构球针壳
蔓枝构球针壳（学名：Phyllactinia broussonetiae-kaempferi）是属于白粉菌目白粉菌科球针壳属的一种真菌，寄生在桑科植物上。该种分布于马来西亚、中国、日本。